# Hemigenia macphersonii
Hemigenia macphersonii là một loài thực vật có hoa trong họ Hoa môi. Loài này được Luehm. mô tả khoa học đầu tiên năm 1898.